# Улыбающийся старик
«Улыбающийся старик» («Портрет Абрахама Графеуса»?) — картина голландского художника Яна Ливенса из собрания Государственного Эрмитажа.
На картине на тёмном нейтральном фоне погрудно изображён пожилой мужчина, одетый в тёмно-зелёную рубашку с белым воротником-раф и коричневую безрукавку. У правого края по центру слаборазличимая монограмма художника: IL. Картина относится к композиционному типу «tronie (выразительная голова)». Картина написана масляными красками по деревянному щиту, составленному из двух вертикально ориентированных досок; посередине картины с лицевой стороны заметна трещина в краске в местах стыков досок.
Предполагается, что моделью для картины послужил консьерж антверпенской гильдии Св. Луки Абрахам Графеус (1545/50—1624). Он служил моделью для множества современных ему фламандских и голландских художников. Большую известность получил его «Портрет Абрахама Графеуса» работы Корнелиса де Воса (Королевский музей изящных искусств в Антверпене); также его писали Антонис ван Дейк («Молящийся мужчина (Апостол со сложенными руками)», Государственные музеи Берлина), Якоб Йорданс (несколько работ в разных музеях мира) и другие. В собрании Эрмитажа есть картина «Апостол Пётр» работы Антониса ван Дейка, моделью для которой также послужил Абрахам Графеус.
С датировкой картины имеются разночтения. Так, А. Паппе датировал её 1628—1629 годом, однако Ливенс в это время ещё жил в Лейдене и был учеником Питера Ластмана, соответственно он не мог видеть Графеуса. Шнейдер отнёс время создания картины к 1635—1640 годам — в это время Ливенс уже находился в Антверпене; в Эрмитаже придерживаются этой датировки. Ю. И. Кузнецов отмечает несомненное фламандское влияние в этой его картине. Сам Графеус умер в 1624 году, но Ливенс вполне мог видеть его портреты и воплощения в работах многих других художников, включая ван Дейка, вместе с которым он в 1632—1634 годах работал в Англии.
Ранняя история картины неизвестна. В начале XX века она принадлежала петербургскому коллекционеру П. В. Деларову и в 1914 году, после смерти владельца, была продана в Париже с аукциона. Вероятно, тогда (или позже, в 1916 году) её приобрёл князь В. Н. Аргутинский-Долгоруков. После Октябрьской революции собрание Аргутинского-Долгорукова было национализировано и передано в Русский музей. 12 октября 1920 года из Эрмитажа в Русский музей был подан отдельный запрос о передаче картины Ливенса в Эрмитаж, этот запрос был удовлетворён и с тех пор картина находится в собрании Эрмитажа. Выставляется в зале 253 здания Нового Эрмитажа (зал Школы Рембрандта).
- К. Де Вос «Портрет Абрахама Графеуса». Антверпен
- А. Ван Дейк «Апостол Пётр». Санкт-Петербург
- А. Ван Дейк «Апостол со сложенными руками». Берлин
- Я. Йорданс «Этюды головы Абрахама Графеуса». Музей изящных искусств. Гент[9]